# Au-delà du printemps silencieux
Beyond Silent Spring: Integrated Pest Management and Chemical Safety est un livre de 1996 sur l'environnementalisme édité par Helmut Fritz van Emden et David Peakall. Il fait suite au best-seller de 1962 Printemps silencieux (Silent Spring)  de la biologiste Rachel Carson, qui avait profondément sensibilisé l'opinion aux dangers des pesticides et mené à l'interdiction du DDT dans de nombreux pays,,,,,.